# Rozalia Bruzda
Rozalia Bruzda (ur. 15 lipca 1907, zm. 2 lipca 1999 w Poznaniu) – polska „Sprawiedliwa wśród Narodów Świata”.

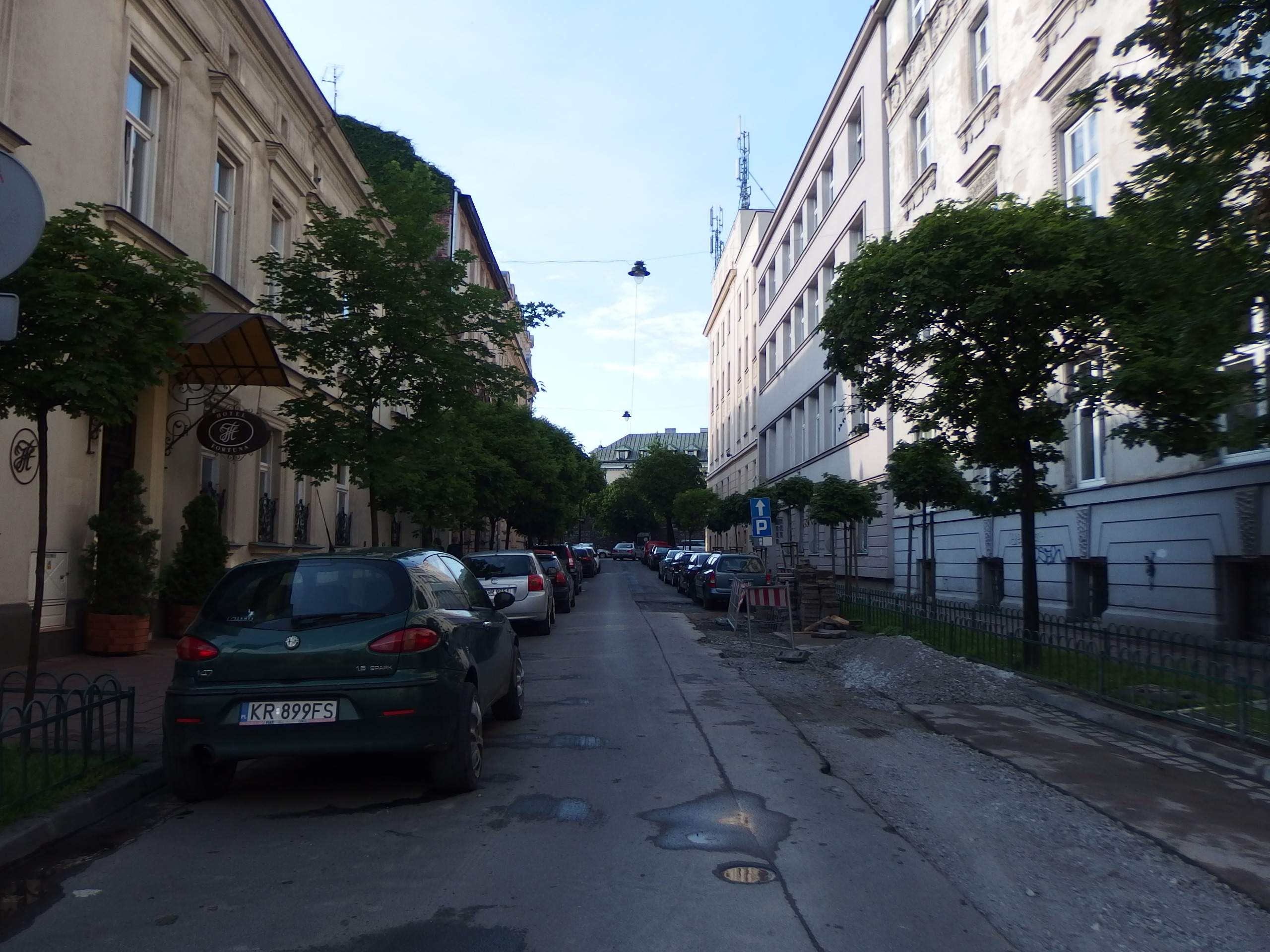
Ulica Czapskich w Krakowie.

## Życiorys
W trakcie II wojny światowej wraz z mężem i dwojgiem dzieci mieszkała w Krakowie, przy ul. Czapskich 1. Od stycznia 1941 r. ukrywała w swoim mieszaniu Żydówkę z Kraśnika Lubelskiego, która posiadała fałszywy dokument wydany na nazwisko Genowefa Rakowska. Przybyła do mieszkania Rozalii jako poszukująca pokoju Polka. Nie zdradziła swojej prawdziwej tożsamości. Dopiero gdy kobiety zostały same, zdradziła Rozalii, że jest Żydówką - dwudziestolatką o nazwisku Rapaport. Rozalia wraz z mężem postanowili pozwolić zostać kobiecie, pomagali jej jak tylko mogli. Gdy zaczęły po okolicy krążyć plotki, że zamieszkuje u nich nielegalnie Żydówka, na jakiś czas Rozalia ulokowała swoją podopieczną u rodziny na wsi. Po raz drugi zamieszkała przy ul. Czapskich, gdy po wybuchu powstania warszawskiego Niemcy zintensyfikowali poszukiwania Żydów. Dzięki wsparciu Rozalii i jej najbliższych, przetrwała jednak wojnę.
2 maja 1985 r. Instytut Jad Waszem uhonorował Rozalię Bruzdę medalem „Sprawiedliwy wśród Narodów Świata”.
Rozalia Bruzda jest pochowana na Cmentarzu parafii Matki Boskiej Bolesnej przy ul. Ściegiennego 35 w Poznaniu (kwatera ILb, rząd 4, miejsce 4).